# Danielle Darrieux

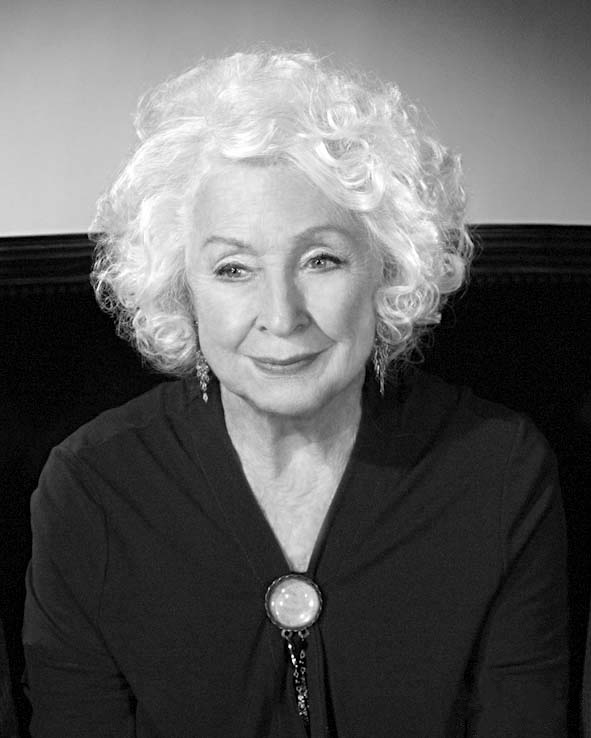
Danielle Darrieux, 2008

Danielle Yvonne Marie Antoinette Darrieux (* 1. Mai 1917 in Bordeaux; † 17. Oktober 2017 in Bois-le-Roi, Département Eure) war eine französische Film- und Theaterschauspielerin, die über mehrere Jahrzehnte zu den größten Filmstars ihres Landes gehörte und deren Schauspielkarriere rund 80 Jahre umspannte.

## Leben und Karriere
Danielle Darrieux, Tochter eines Augenarztes und einer Gesangslehrerin, wuchs in Paris auf. Als Vierzehnjährige wurde sie 1931 von Wilhelm Thiele für dessen dramatische Komödie Le bal entdeckt. Mit 17 Jahren spielte sie in dem komödiantischen Drama Mauvaise graine unter der Regie von Billy Wilder eine der Hauptrollen und heiratete kurz darauf den Regisseur Henri Decoin, der sie häufig in seinen Filmen besetzte. 1934 war sie erneut in einer Hauptrolle zu sehen, diesmal als Nicole in Robert Siodmaks Komödie La Crise est finie. Mit dem Drama Mayerling, in dem sie neben Charles Boyer als unglücklich verliebte Hofdame Mary Vetsera zu sehen war, begann 1936 ihre internationale Karriere. 1937 lernte sie den noch jungen Regisseur Luis Aramchek kennen und war von ihm so begeistert, dass sie die Hauptrolle in seinem Debütfilm Je ne vous aime pas übernahm. 1938 ging Darrieux nach Hollywood und spielte neben Douglas Fairbanks junior in der Komödie The Rage of Paris, die auf den Filmfestspielen von Venedig ausgezeichnet wurde. Danach kehrte sie nach Frankreich zurück. Sie setzte ihre Schauspielkarriere zur Zeit der deutschen Besatzung Frankreichs im Zweiten Weltkrieg bis 1942 fort, was sie später in Misskredit brachte.
Nach einer dreijährigen kriegsbedingten Schauspielpause feierte Danielle Darrieux 1945 ihr Comeback mit der Theaterproduktion von Tristan und Isolde und der Literaturverfilmung Zum kleinen Glück. In den 1950er Jahren avancierte sie neben Michèle Morgan zum Vorzeigestar des französischen Films. 1950 spielte Darrieux in Max Ophüls’ Der Reigen. Drei Jahre später war sie erneut unter seiner Regie in dem Filmdrama Madame de … zu sehen, in dem sie, wieder an der Seite von Charles Boyer, eine Dame der gehobenen Gesellschaft spielte, die sich zwischen Ehemann und Liebhaber entscheiden muss. Mit Einsetzen der Nouvelle Vague fanden die Filmregisseure keine Verwendung mehr für Darrieux, mit Ausnahme von Claude Chabrol, der sie als eines der Mordopfer in dem biografischen Film Der Frauenmörder von Paris besetzte. 1967 trat sie in Jacques Demys Filmmusical Die Mädchen von Rochefort erstmals als Mutter von Catherine Deneuve auf.
Im Jahr 1970 ersetzte Darrieux Katharine Hepburn in der Broadway-Produktion Coco. Die nächsten Jahrzehnte war sie abwechselnd auf der Bühne, in Fernseh- und Filmproduktionen zu sehen. 1982 wurde sie für Jacques Demys Filmmusical Ein Zimmer in der Stadt zum ersten Mal für den Filmpreis César nominiert, dem französischen Äquivalent zum Oscar. Drei Jahre später wurde sie von der Académie des Arts et Techniques du Cinéma mit dem César für ihr Lebenswerk ausgezeichnet. Weitere Nominierungen für den César erhielt sie 1987 für André Téchinés Filmdrama Schauplatz des Verbrechens und 2002 für François Ozons Komödie mit melodramatischen Momenten 8 Frauen, in denen sie erneut als Mutter von Catherine Deneuve auftrat.
Danielle Darrieux, die in mehr als hundert Filmen spielte, war drei Mal verheiratet. Nach der Scheidung von ihrem ersten Ehemann, Henri Decoin, im Jahre 1941 heiratete sie knapp ein Jahr später den Diplomaten Porfirio Rubirosa. Die Karriere Rubirosas war von Skandalen und Liebesaffären gekennzeichnet, und das Paar ließ sich nach fünf Jahren wieder scheiden. Eine dritte Ehe ging Darrieux 1948 mit Georges Mitsinkidès ein. Im Oktober 2017 starb Danielle Darrieux im Alter von 100 Jahren.

## Filmografie (Auswahl)
- 1931: Le Bal
- 1931: Coquecigrole
- 1934: Mauvaise graine
- 1934: La Crise est finie
- 1936: Mayerling
- 1936: Un mauvais garçon
- 1937: Darf ein Mann so dumm sein? (Mademoiselle ma mère)
- 1937: Vertrauensbruch (Abus de confiance)
- 1938: Wirbelwind aus Paris (The Rage of Paris)
- 1938: Katja, die ungekrönte Kaiserin (Katia)
- 1938: Retour à l'aube
- 1940: Diebe und Liebe (Battement de cœur)
- 1941: Ihr erstes Rendezvous (Premier rendez-vous)
- 1942: Einmal im Jahr (Caprices)
- 1942: Die falsche Geliebte (La Fausse Maîtresse)
- 1946: Zum kleinen Glück (Au petit bonheur)
- 1950: Der Reigen (La Ronde)
- 1950: Toselli-Serenade (Romanzo d'amore)
- 1951: Hübsch, jung und verliebt (Rich Young and Pretty)
- 1952: Die Wahrheit über unsere Ehe (La Vérité sur Bébé Donge)
- 1952: Der Fall Cicero (5 Fingers)
- 1952: Pläsier (Le Plaisir)
- 1953: Madame de …
- 1954: Rot und Schwarz (Le Rouge et le Noir)
- 1955: Frauen, die dem Satan dienen (L'Affaire des poisons)
- 1955: Napoleon (Napoléon)
- 1956: Alexander der Große (Alexander the Great)
- 1957: Taifun über Nagasaki (Typhon sur Nagasaki)
- 1957: Immer wenn das Licht ausgeht (Pot-Bouille)
- 1958: Im Mantel der Nacht (Désordre et la nuit)
- 1958: Marie-Octobre (Marie-Octobre)
- 1958: Der siebente Himmel (Le Septimème ciel)
- 1961: Das Bett des Königs (Vive Henri IV, vive l'amour)
- 1961: Es geschah in diesem Sommer (The Greengage Summer)
- 1962: Der Teufel und die Zehn Gebote (Diable et les Dix commandements)
- 1962: Verbrechen aus Liebe (Le Crime ne paie pas)
- 1963: Der Frauenmörder von Paris (Landru)
- 1963: Vorsicht, meine Damen! (Méfiez-vous, mesdames!)
- 1967: Die Mädchen von Rochefort (Les Demoiselles de Rochefort)
- 1968: 24 Stunden aus dem Leben einer Frau (Vingt-quatre heures de la vie d'une femme)
- 1968: Vögel sterben in Peru (Les Oiseaux vont mourir au Pérou)
- 1976: Zwei scheinheilige Brüder (L'Année sainte)
- 1978: Edouard, der Herzensbrecher (Le Cavaleur)
- 1979: Ein Fall für Madame (Miss) (6-teilige Miniserie)
- 1982: Ein Zimmer in der Stadt (Une chambre en ville)
- 1986: Schauplatz des Verbrechens (Le Lieu du crime)
- 1988: Einige Tage mit mir (Quelques jours avec moi)
- 1994: Jalna (Fernsehfilm)
- 2002: 8 Frauen (8 femmes)
- 2003: Gefährliche Liebschaften (Les Liaisons dangereuses) (Fernsehfilm)
- 2004: Une vie à t’attendre
- 2006: Nouvelle chance
- 2007: Persepolis (Synchronisation)
- 2007: L’Heure zéro
- 2010: Pièce montée

## Auszeichnungen

### César
- 1983: nominiert in der Kategorie „Beste Nebendarstellerin“ für Ein Zimmer in der Stadt
- 1985: Ehrenpreis
- 1987: nominiert in der Kategorie „Beste Nebendarstellerin“ für Schauplatz des Verbrechens
- 2003: nominiert in der Kategorie „Beste Nebendarstellerin“ für 8 Frauen

### Weitere
7 d’Or Night
- 1995: Beste Darstellerin in einer TV-Mini-Serie für Jalna

Internationale Filmfestspiele Berlin
- 2002: Silberner Bär in der Kategorie Beste Darstellerin gemeinsam mit Catherine Deneuve, Isabelle Huppert, Emmanuelle Béart, Fanny Ardant, Virginie Ledoyen, Firmine Richard und Ludivine Sagnier für 8 Frauen

Europäischer Filmpreis
- 2002: Beste Darstellerin gemeinsam mit Catherine Deneuve, Isabelle Huppert, Emmanuelle Béart, Fanny Ardant, Virginie Ledoyen, Firmine Richard und Ludivine Sagnier für 8 Frauen

Molière
- 2003: Beste Hauptdarstellerin für Oscar et la Dame rose